# Karun kincse

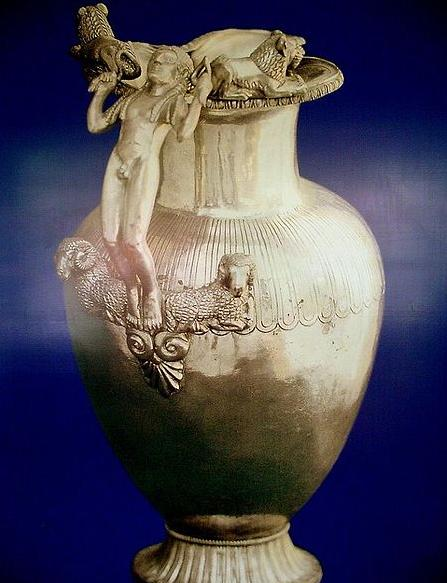
Korsó az Uşak közelében talált lüd kincsből

Karun kincse az összefoglaló neve 363 értékes lüdiai régészeti leletnek, amelyek az i. e. 7. században készültek, és a nyugat-törökországi Uşak tartományban kerültek elő. A kincs, melyet lüdiai leletegyüttesként is ismernek, 1987 és 1993 közt egy hosszú pereskedés tárgya volt Törökország és a New York-i Metropolitan Művészeti Múzeum között, majd 1993-ban visszakerült Törökországba, miután a múzeum elismerte, hogy tudott a tárgyak lopott voltáról, amikor megvásárolta őket. A tárgyak ma az Uşaki Régészeti Múzeumban tekinthetőek meg.
2006 májusában a gyűjtemény újra a figyelem középpontjába került, mikor kiderült, hogy az uşaki múzeumban kiállított egyik leletet, egy arany hippokamposzt hamisítványra cseréltek, valószínűleg 2005 márciusa és augusztusa között.
A leletegyüttest „Krőzus kincse”-ként is ismerik. Bár a tárgyak a legendás Krőzus király korában készültek, vitatható, hogy bármi közük is volt hozzá, Krőzus azonban, akit arabul Qarun, törökül Karun néven ismernek, az ázsiai kultúrákban éppannyira híressé vált gazdagságáról, mint a nyugatiakban. Ez megmagyarázza, miért ismerik a leletegyüttest a „Karun kincse” néven; mindenesetre Krőzus kincse ennél több tárgyból állhatott, ráadásul ennek a leletanyagnak nagy része egy nő sírjából került elő.

## Felfedezése és kicsempészése
A kincs legnagyobb és legértékesebb része egy lüdiai hercegnő sírkamrájából származik, és illegális ásatások során találta három kincskereső az Uşakhoz tartozó Güre faluból, a közeli Toptepe nevű helyen. Miután több napi ásás után sem tudtak áttörni a kamra márványfalain, 1966. június 6-a éjszakáján dinamittal robbantották le a sírkamra tetejét, így 2600 év után ők lettek az elsők, akik meglátták az eltemetett lüd nemes hölgyet és kincseit. Az ebből a sírból elrabolt kincshez továbbiak adódtak, amelyeket közeli, hasonló sírokból raboltak ugyanezek a fosztogatók 1966-1967 folyamán. A gyűjteményt az országhatáron kívülre csempészték İzmiren, majd Amszterdamon át, végül 1967-68-ban megvásárolta a Metropolitan Múzeum, amely 1,2 millió dollárt fizetett a leletegyüttes 200 darabjáért.

## Jogi viták
Az egymást követő török kormányok törekvéseit a kincs visszaszerzésére nagyban ösztökélték és végigkövették Özgen Acar újságíró cikkei. Acar először 1984-ben talált a gyűjtemény egyes darabjaira a Metropolitan katalógusában, és értesítette a török Kulturális és Turisztikai Minisztériumot a leletek származásáról, emellett számos cikket írt a témában, és a török hivatalos utat is végigjárta az ügy megoldása érdekében. A Minisztérium önkéntes képviselőjeként vett részt a jogi folyamatban, amely 1987-ben kezdődött meg New Yorkban, és 1993-ban zárult le, ugyanakkor, amikor Acart kinevezték konzultánsnak Törökország részvételéhez a történelmi, kulturális és vallási értékeket védő UNIDROIT munkásságában. Acar nevéhez egy másik, csempészett régészeti lelet, az Elmalı kincs visszaszerzése is fűződik, amelyet a délnyugat-törökországi Elmalı városában találtak, és amely lüdiai érmékből és rendkívül ritka dekadrahmákból áll a Déloszi Szövetség korából; itt a szembenálló fél a Bostoni Szépművészeti Múzeum volt.

## Az Uşaki Múzeum-beli ügy
Mikor a kincs visszakerült Törökországba, megszületett az igény egy múzeumra, amely méltó a kiállításához. A tíz újabb, illegálisan kiásott műtárggyal, amelyet a hatóságok 1998-ban foglaltak le, a további régészeti felfedezések leleteivel és azzal a nyolc aranytárggyal, amelyek 2000-ben tűntek fel egy párizsi, magántulajdonban lévő galéria kiállításán, és amelyek visszaszerzésére addig nem történt kísérlet, már 375-re nőtt a kiállítandó tárgyak száma, Uşak kis múzeuma azonban, ahol a gyűjteményt tárolták, és amely inkább a helyi szőnyegekre összpontosított, alacsony költségvetésével és kis létszámú személyzetével nem felelt meg a követelményeknek, amelyeket Karun kincsének kiállítása szükségessé tett. A hely alkalmasságáról felmerült kételyeket megerősítette a jelenleg megoldatlan lopási ügy, melynek során a hippokamposz-szobrot hamisítványra cserélték.

## A kincs átka
Uşakban és Törökország más részein is egyesek átokkal hozzák összefüggésbe a kincset. A legenda szerint az illegális ásatásokon részt vevő hét ember „erőszakos halált halt vagy más nagy balszerencsében volt része”.